# Joachim Durrang
Joachim Durrang (* 2. November 1957 in Bexbach Saarland; † 7. August 2025) war ein deutscher Schriftsteller und Maler. 

## Biografie
Durrang besuchte das humanistische Gymnasium Johanneum in Homburg, kam 1978 nach Frankfurt am Main, begann an der Philosophisch-Theologischen Hochschule St. Georgen zu studieren, verbrachte ein Studienjahr in Berkeley, Kalifornien, und setzte seine Studien an der Johann Wolfgang Goethe-Universität Frankfurt am Main fort.
Durrang veröffentlichte in Zeitschriften und Anthologien sowie im Rundfunk. Er trat in Fernsehsendungen auf. Zwei Bücher erschienen, ehe Durrang sich für eine Zeitlang auf Performances und Lesungen konzentrierte. Seit 2016 erscheinen Gedichtbände in rascher Folge.
Viele seiner Texte sind unveröffentlicht, andere verschollen. Er schreibt Prosa, Dramen, Hörspiele, spirituelle Texte, Lyrik.
Als Zeichner und Maler hatte er diverse Ausstellungen, unter anderem im Gallus-Zentrum und in der Ausstellungshalle 1A in Frankfurt am Main.
Er ist Mitbegründer (zusammen mit Ewart Reder) der Literatursendung WortWellen (Radio X (Frankfurt)) und war Vorstandsmitglied im Verband deutscher Schriftsteller, Landesverband Hessen. Teile seines unveröffentlichten Werkes werden im Literaturarchiv Saar-Lor-Lux-Elsass an der Universität des Saarlandes in Saarbrücken archiviert.

## Werke
- Worttropfen. Gedichte, Homburg 1984
- Perücke der Liebe. Gedichte, Saarbrücken 2005
- Auf schwarzen Strümpfen durchs Weltall. Gedichte, Mainz: gONZo Verlag 2016
- Der tätowierte Himmel. Gedichte, Frankfurt am Main: Razamba Verlag 2017
- In der Hölle ist der Hund der DJ, Gedichte, book on demand, 2018
- gesang der schweine, Gedichte, book on demand, 2019
- Die steinernen Männer, Gedichte, Frankfurt am Main: Axel Dielmann Verlag, 2019

## Uraufführungen
- Die Wände. Kellertheater Frankfurt am Main 2005
- Der Kopf. Theater am Schlachthof Neuss 2010

## Auszeichnungen
- Arbeitsstipendium Rotary Club Berkeley, USA 1981
- Moldaustipendium des Hessischen Ministeriums für Wissenschaft und Kunst 2010
- Stadtteilhistoriker der Polytechnischen Gesellschaft Frankfurt am Main 2011